# Pteropus scapulatus
Pteropus scapulatus es un megamurciélago de gran tamaño perteneciente al género Pteropus, comúnmente conocidos como zorros voladores. Su hábitat natural es el norte y este de Australia. 

## Características
Tiene un peso de entre 280 y 530 gramos, 20 cm de longitud y entre 90 y 120 cm de envergadura, es la especie de menor tamaño dentro de los zorros voladores australianos. Es de carácter nómada y forma colonias de muchos miles de individuos, tiene la característica de dormir colgado, formando conjuntos de 20 o más animales muy agrupados bajo la misma rama. En zonas productoras de fruta se les considera una plaga, por su tendencia a formar grandes grupos que se alimentan de las cosechas. En Australia es una especie protegida, aunque sus poblaciones no se encuentran amenazadas.